# 5169 Duffell
5169 Duffell è un asteroide della fascia principale. Scoperto nel 1986, presenta un'orbita caratterizzata da un semiasse maggiore pari a 2,2600321 UA e da un'eccentricità di 0,1488343, inclinata di 2,61481° rispetto all'eclittica.